# Aglaophenia decumbens
Aglaophenia decumbens is een hydroïdpoliep uit de familie Aglaopheniidae. De poliep komt uit het geslacht Aglaophenia. Aglaophenia decumbens werd in 1914 voor het eerst wetenschappelijk beschreven door Bale. 